# Стадион Кардинала
Стадион Кардинала (енгл. Papa John's Cardinal Stadium (1998–2018)) је био вишенаменски стадион у граду Луивилу, Кентаки, САД. Стадиион се на јужном крају кампуса Универзитета у Луивилу. Дебитујући 1998. године, служи као дом фудбалског програма Лоуивил кардиналса. Званични капацитет седећих места у објекту у облику потковице био је 42.000 до сезоне 2008. Пројекат проширења који је започео након што је сезона 2008. завршена на време за сезону 2010. довео је званични капацитет на 55.000. Додатни пројекат проширења који има за циљ затварање отвореног краја потковице и додавање 6.000 додатних седишта најављен је 28. августа 2015. и завршен је 2019. године.

## Историја и прикупљање средстава
Пошто Генерална скупштина Кентакија није била у могућности да обезбеди било какво јавно финансирање, изградња стадиона је почела приватним средствима, што је укључивало рекултивацију земљишта на коме се налазила железничка станица у Јужном Луивилу. Земљиште браунфилда површине 92-acre (37 ha) садржало је 47 различитих загађивача пре него што је пројекат почео. Сирена за смену на железничком колодвору је сачувана и постављена на семафору северне крајње зоне стадиона и оглашава се кад год Кардиналс постигне погодак.
Нови паркинг на стадиону омогућио је многим студентима који путују на посао већи приступ паркингу. Ово је на крају довело до више реконструкције паркинга у кампусу, претварајући их у различите атлетске објекте.
Централна авенија је проширена 2000. године од „булевара Тејлор” до „Критенден драјва”. Пошто је пут повезивао „Черчхил даунс”, улаз у изложбени центар Кентакија (који је дом Фридом хола) и ново бејзболско место универзитета, „стадион Џим Патерсон”, који се сви налазе унутар једне миље један од другог, пут је сада назван као "Спортски коридор Луивила“.
Стадион је добио име по старом стадиону Кардинал, који се налазио у изложбеном центру у Кентакију, али са корпоративним правом на име које је раније давало префикс за главно име. Џон Шнатер, родом из оближњег Џеферсонвила у Индијани, донирао је 5 милиона долара за права на именовање стадиона, који је искористио да крсти место за свој ланац пицерија „Папа Џон'с пица”. Шнатер је дао додатних 10 милиона долара за проширење стадиона и продужио права на именовање на 2040. годину.
Стадион је именован 5. септембра 1998. године. Кардиналси су изгубили прву утакмицу од Кентаки Вајлдкетса са 68 : 34,  али су победили у свим осталим утакмицама код куће те године.
Председник Универзитета Луивил, Нили Бендапуди, је 13. јула 2018. преименовао стадион у стадион Кардинала. Промена је била реакција на то да је Шнатер употребио расно вређање на конференцијском састанку.

### Међународне утакмице
Жене
- 10. октобар 1999.:  Сједињене Државе –  Бразил 4 : 2 (Куп Сједињених Држава у фудбалу за жене 1999.)
- 25. јун 2000.:  Сједињене Државе –  Костарика 8 : 0 (Конкакафов Златни куп у фудбалу за жене 2000.)
- 01. јул 2000:  Сједињене Државе –  Канада 4 : 1 (Полуфинала Златног купа 2000.)
- 06. јун 2004.:  Сједињене Државе –  Јапан 1 : 1 (пријатељска)

## Рекордне посете
1. 58.187 против Нотр Дама, September 2, 2019 [10]
2. 55.632 против Флорида стејта, 17. септембар 2016.[11]
3. 55.588 против Клемсон тајгерса, 16. септембар 2017.[12]
4. 55.428 против Мајами хјурикенс, 1. септембар 2014.[13]
5. 55.414 против Флорида стејта,30. октобар 2014.[14]
6. 55.396 против Клемсона, 17. септембар 2015.[15]
7. 55.386 против Кентаки вајлдкетса, September 2, 2012[16]
8. 55.332 против Охајо бобкетса, 1. септембар 2013.[17]
9. 55.327 против Кентаки вајлдкетса, 4. септембар 2010.[18]
10. 55.218 против НЦ стејт Вулпакса, 22. октобар 2016.[19]
11. 55.215 против УЦФ најтс,18. октобар 2013.[20]
12. 55.168 против Ратгерса, 10. октобар 2013.[21]
13. 55.121 против Дјук блу девилс, 14. октобар 2016.[22]
14. 55.118 против Кентаки вајлдкетса, 29. новембар 2014.[23]
15. 55.106 против Синсинати Беркетса, 15. октобар 2010.[24]
16. 55.018 против Кентаки вајлдкетса, 27. новембар 2021
17. 54.923 против Вестерн Кентакија, 15. септембар 2018.[25]
18. 54.075 против Кентаки вајлдкетса, 26. новембар 2016.[26]
19. 53.647 против Истерн Кентакија, 7. септембар 201.[27]
20. 53.334 против Норт Каролине, 15. септембар 2012.[28]